# Омутинское сельское поселение
Омутинское се́льское поселе́ние — муниципальное образование в Омутинском районе Тюменской области Российской Федерации.
Административный центр — село Омутинское.

## История
Статус и границы сельского поселения установлены Законом Тюменской области от 5 ноября 2004 года № 263 «Об установлении границ муниципальных образований Тюменской области и наделении их статусом муниципального района, городского округа и сельского поселения».

## Население
| 2010  | 2011  | 2012  | 2013  | 2014  | 2015  | 2016  |
| ----- | ----- | ----- | ----- | ----- | ----- | ----- |
| 9790  | ↘9674 | ↗9723 | ↘9659 | ↘9581 | ↗9595 | ↘9591 |
| 2017  | 2018  | 2019  | 2020  | 2021  |       |       |
| ↘9520 | ↘9487 | ↘9482 | ↘9417 | ↗9562 |       |       |

## Состав сельского поселения
| № | Населённый пункт | Тип населённого пункта       | Население |
| - | ---------------- | ---------------------------- | --------- |
| 1 | Кашевская        | деревня                      | 366       |
| 2 | Новостройка      | деревня                      | 108       |
| 3 | Омутинское       | село, административный центр | ↘9101     |
| 4 | Свобода          | деревня                      | 115       |